# Анна Каренина (МХАТ)
«Анна Каренина» — спектакль МХАТа СССР имени М. Горького, поставленный в 1937 году Владимиром Ивановичем Немировичем-Данченко по роману Л. Н. Толстого

## История спектакля
Постановку «Анны Карениной» в 1937 году Немирович-Данченко задумал как трагедию страсти и искренности, загубленных великосветскими моралью и лицемерием. Сценическую композицию романа Л. Толстого для МХАТа создал Н. Д. Волков; оформивший спектакль художник В. В. Дмитриев в своих декорациях нашёл органичное сочетание контрастов — строгости и роскоши.
Премьера спектакля состоялась 21 апреля 1937 года. Одним из главных его открытий стал Каренин в исполнении Николая Хмелева, по мнению критиков, единственного от начала и до конца сохранившего толстовскую глубину образа. «Внешне Хмелев—Каренин, — писал, в частности, В. Виленкин, — напоминал высокопоставленного бюрократа типа Победоносцева, но искренность его слез у постели умирающей неверной жены производила на зрителей потрясающее впечатление».
Критиками была отмечена и работа Аллы Тарасовой, сыгравшей в спектакле заглавную роль. Так, театровед Л. М. Фрейдкина писала: «Её самоирония контролировала нервные вспышки и подъемы. Талантлив был прежде всего её „осердеченный разум“. Она была умна и потому не умничала. Ум, дарованный природой, не книжно-вычитанный, развивали и книги, которые она читала, и пьесы, в которых продуманно и душевно играла».
26 апреля 1937 года директор МХАТа М. П. Аркадьев в письме Сталину и Молотову, которые присутствовали на премьере, предложил репертуарные спектакли для предстоящих гастролей МХАТа на Всемирной выставке в Париже.
28 апреля 1937 года Алле Тарасовой, Николаю Хмелёву и Борису Добронравову было присвоено звание народных артистов СССР.
5 июня 1937 года было заведено «Дело Аркадьева» № 49, и он был снят с должности со строгим выговором. 11 июля 1937 года Аркадьев был арестован и 20 сентября 1937 года расстрелян..
Спектакль с перерывами шёл на сцене театра на протяжении нескольких десятилетий; в 1953 году был создан фильм-спектакль с частично обновлённым составом исполнителей. Новые исполнители привносили нечто новое и в сам спектакль; по поводу ввода на главную роль актрисы Маргариты Юрьевой (Юрге) Алла Тарасова в 1963 году говорила: «Работая с молодой артисткой над ролью Анны Карениной, я отнюдь не навязывала ей трактовки образа и была далека от мысли о каком-либо повторении „своей“ Анны… Мне хотелось, чтобы исполнительница по-своему увидела и своими средствами раскрыла созданный гением Толстого трагический образ русской женщины».
Легендарный спектакль МХАТа был показан зрителю более 1000 раз. Последнее представление спектакля состоялось 2 марта 1969 года.

## Действующие лица и исполнители
- Анна Аркадьевна Каренина — Алла Тарасова (Клавдия Еланская, Анна Андреева, Маргарита Юрьева)
- Алексей Александрович Каренин — Николай Хмелёв (Михаил Кедров, Николай Соснин, Марк Прудкин, Николай Свободин)
- Граф Алексей Кириллович Вронский — Марк Прудкин (Павел Массальский, Анатолий Вербицкий)
- Князь Степан Аркадьевич Облонский (Стива) — Виктор Станицын (Всеволод Вербицкий, Михаил Названов, Юрий Леонидов)
- Княгиня Елизавета Фёдоровна Тверская (Бетси) — Ангелина Степанова (Софья Гаррель, Софья Пилявская, Галина Калиновская)
- Графиня Вронская — Мария Лилина (Ольга Книппер-Чехова, Нора Полонская, Нина Литовцева, Лидия Коренева, Нина Сластенина (Шухмина, Гранская), Евгения Хованская (Куприянова))
- Дарья Александровна Облонская (Долли) — Евдокия Алеева (Нина Базарова, Елена Строева)
- Графиня Лидия Ивановна — Мария Дурасова
- Граф Александр Кириллович Вронский — Иван Кудрявцев (Сергей Яров, Григорий Конский, Владлен Давыдов)
- Адвокат — Борис Петкер (Александр Комиссаров)
- Варя Вронская — Ирина Гошева (Анна Комолова, Галина Калиновская)

## Основное действие. Сцены
- Зима. Метель. Станция Бологое.// Анна и Вронский
- Петербург. Вечер у княгини Бетси Тверской.// Много гостей: Княгиня Мягкая, Елизавета Павловна (Бетси) («Я всегда удивляюсь ясности и точности выражений вашего мужа, самые трансцендентные понятия становятся мне доступными, когда он говорит»), Каренин // Вронский, Анна («Я думаю, сколько голов, столько и умов, сколько сердец, столько и родов любви»)
- В тот же вечер в кабинете Каренина // Каренин. // Каренин и Анна // Анна
- Гостиная Карениных. // Вронский и Анна (сцена)
- Терраса. // Вронский и Анна
- Ипподром. // Алексей Вронский, Александр Вронский, Корд
- Скачки. Беседка на ипподроме. // Каренин, Бетси, Анна … // Вронский
- Беседка ресторана. // Анна и Каренин
- Кабинет Каренина.// Каренин и Анна
- Комната Анны. // Анна и Вронский // Анна и Каренин (письма) («Я потерял даже любовь к сыну, ибо с ним связано моё отвращение к Вам»)
- Кабинет Адвоката. Петербург. // Каренин и Адвокат[9]
- Москва. У брата Анны Стивы Облонского // на большом диване за столом сидят Каренин и Стива // Диалог Долли и Каренина // Телеграмма от Анны («Умираю. Прошу, умоляю приехать. Умру с прощением спокойнее»)
- Комната Анны. (Рождение дочери Вронского) (слева кровать, на которой лежит Анна). // около Анны доктор и акушерка. В кресле Вронский. Входит Каренин. // Вронский и Каренин: («Я желал её смерти, но увидел и простил. Молю бога, чтобы он не отнял у меня счастье прощения. Можете затоптать меня в грязь и сделать посмешищем света, я не покину её. Вам следует удалиться»)
- Комната Вронского. // Вронский (монолог, выстрел)
- Спальня Анны. // Анна и Бетси // Анна и Каренин // Стива и Анна («Ты вышла замуж не зная любви — это совершившийся факт. Развод развязывает всё») // Каренин и Стива («Она подавлена твоим великодушием»)
- Будуар Анны. // Анна и Вронский («Я откажусь от назначения в Ташкент и мы поедем в Италию»)
- Кабинет Каренина. // Лидия Ивановна и Каренин (Каренин: «Я разбит. Я убит. Я не человек более». Лидия: «Я скажу Серёже, что отец его святой, и что мать его умерла»)
- Зал оперного театра в Петербурге.// Бетси, Александр, Варя, Лидия Ивановна («Да, теноров больше нет. Они выродились». «Но другие будут бить вас холодом, пока вы не женитесь». «Позорно сидеть рядом с этой женщиной, sortons vite») // Анна и Вронский
- Коридор Театра. // Вронский и Анна («Ты виноват во всём. Я никогда не забуду этого»)
- Парадные комнаты во дворце. // Придворные обмениваются новостями дня. Великий князь поздравляет Каренина с орденом Александра Невского . // Каренин. Лидия Ивановна
- Кабинет Лидии Ивановны. // Лидия Ивановна и Каренин
- Раннее зимнее утро. Вестибюль в доме Каренина. // Анна, Капитоныч, Мария («Какая-то барыня, пойди узнай, что надо… Они не вставали ещё, подождать изволите?»)
- Комната Серёжи // Анна, Серёжа, няня
- Имение Вронского. // Вронский и Долли // Долли и Анна
- Имение Вронского. Библиотека. // Анна и Вронский // Анна у камина в ожидании Вронского («Уезжая, он посмотрел на меня с холодным строгим выражением»)
- Кабинет Каренина в Петербурге. Стива и Каренин // Просьба Стивы («Положение её мучительно и невозможно»)
- Москва. Меблированные комнаты Анны и Вронского. (сундуки) // Анна укладывает вещи, чтобы отправиться в деревню. (Депеша от Стивы: «Надежды никакой. Я сделал всё возможное и невозможное» <…> «Его сиятельство уехали на станцию»)
- Платформа станции Обираловка под Москвой. Анна (Гудок паровоза. Стук колёс) // («Я не могу представить положение, в котором жизнь не была бы мучением. На то дан разум, чтобы избавиться. Туда, на самую середину. Господи прости мне всё»)

## Создатели спектакля
- Автор сценической композиции романа Льва Толстого «Анна Каренина» — Н. Д. Волков
- Режиссёр-постановщик — Вл. И. Немирович-Данченко
- Режиссёр — В. Г. Сахновский
- Художник — В. В. Дмитриев
- Режиссёр-ассистент — П. Лесли [уточнить]

## Экранная версия спектакля
«Анна Каренина» — фильм-спектакль (1953), экранная версия спектакля Московского Художественного театра В прокате 1953 года фильм собрал 34 миллиона 700 тысяч зрителей

### Создатели
- Режиссёр — Татьяна Лукашевич
- Операторы: Николай Власов, Семен Шейнин.
- Художник: Александр Жаренов

### Роли в фильме-спектакле исполняли
- Анна — Алла Тарасова
- Каренин — Николай Соснин
- Алексей Вронский — Павел Массальский
- Стива — Виктор Станицын
- Долли — Евдокия Алеева
- Бетси — Ангелина Степанова
- Тушкевич — Владимир Кириллин
- Жена посланника — Софья Пилявская
- Приятельница Анны — Нина Михаловская
- Княгиня Мягкая — Евгения Хованская
- Дипломат — Николай Свободин
- Графиня Лидия Ивановна — Мария Дурасова
- Фрейлина — Софья Гаррель
- графиня Вронская — Нина Сластенина
- Александр Вронский — Григорий Конский
- Варя Вронская — Ирина Гошева
- Адвокат — Борис Петкер
- Корней — Алексей Жильцов
- Капитоныч — Владимир Попов
- Няня Серёжи — Валерия Дементьева
- Аннушка — Анна Коломийцева